# Integrierter Pflanzenschutz
Integrierter Pflanzenschutz ist eine Methode zum Schutz von Pflanzen vor Schadorganismen, bei der alle verfügbaren Pflanzenschutzmethoden eingesetzt werden, wobei nicht-chemischen Methoden der Vorzug gegeben wird, und zwar so, dass die Risiken für die Gesundheit von Mensch und Tier sowie für die Umwelt minimiert werden. Der integrierte Pflanzenschutz ermöglicht es also, den Einsatz chemischer Pflanzenschutzmittel auf das notwendige Minimum zu reduzieren und so die Umweltbelastung zu verringern und die biologische Vielfalt der landwirtschaftlichen Umwelt zu schützen.
Der Begriff „integrierter Pflanzenschutz“, der in Polen als Übersetzung des englischen Begriffs „Integrated Pest Management“ (IPM) übernommen wurde, spiegelt die Bedeutung des Originals nur unzureichend wider, da IPM wörtlich „integriertes Management von Agrophagen“ bedeutet und sich nicht nur auf den Aspekt ihrer Bekämpfung beschränkt (wie der Begriff „Schutz“ nahelegt).
Beim integrierten Pflanzenschutz ist die kumulative Wirkung aller Kategorien von Schadorganismen, d. h. Krankheitserreger, Insekten und Unkräuter, die in der Umgebung einer Kulturpflanze vorhanden sind, auf deren Ertrag wichtig, und daher wird die Bekämpfung von Agrophagen ganzheitlich angegangen, wobei den auftretenden Zusammenhängen und Wechselwirkungen besondere Aufmerksamkeit gewidmet wird. Ein potenzieller Schadorganismus wird zu einem Agrophagen, wenn eine Wirtspflanze vorhanden ist, die Umwelt sowohl für die Pflanze als auch für den Schadorganismus günstig ist und die Zeit die Interaktion zwischen Pflanze und Schadorganismus begünstigt. Darüber hinaus konkurrieren der Mensch und der Schadorganismus mit der Pflanze um Nahrung, und die Schädigung der Pflanze führt zu einer Verringerung der Quantität oder Qualität der Ernte.
Integrierter Pflanzenschutz bedeutet, dass das Wissen über Pflanzenschädlinge (insbesondere über ihre Biologie und Schädlichkeit) genutzt wird, um den optimalen Zeitpunkt für Bekämpfungsmaßnahmen zu bestimmen. Er nutzt auch das natürliche Vorkommen von Nützlingen, einschließlich pflanzenschädlichen Räubern und Parasiten, und setzt deren Einführung ein.

## Rechtsgrundlage
Die Verpflichtung für alle beruflichen Verwender von Pflanzenschutzmitteln, ab dem 1. Januar 2014 die Grundsätze des integrierten Pflanzenschutzes anzuwenden, ergibt sich aus Art. 14 der Richtlinie 2009/128/EG und der Verordnung Nr. 1107/2009. Artikel 55 der Verordnung Nr. 1107/2009/EG besagt, dass Pflanzenschutzmittel in Übereinstimmung mit den allgemeinen Grundsätzen des integrierten Pflanzenschutzes gemäß Art. 14 und Anhang III der genannten Richtlinie verwendet werden müssen.
In diesem Anhang heißt es:
1. Biologische, physikalische und andere nicht-chemische Methoden sind chemischen Methoden der Schädlingsbekämpfung vorzuziehen, wenn sie Schutz vor Schadorganismen bieten;
2. Die Vermeidung von Schadorganismen sollte unter anderem erreicht werden durch:
  1. Anwendung der Fruchtfolge.
  2. Einsatz geeigneter Agrotechnik.
  3. Verwendung von resistenten oder toleranten Sorten sowie von Saat- und Pflanzgut, das nach den Saatgutvorschriften beurteilt wurde.
  4. Anwendung einer ausgewogenen Düngung, Kalkung, Be- und Entwässerung,
  5. Anwendung von Maßnahmen zur Verhinderung der Einschleppung von Schadorganismen.
  6. Schutz und Schaffung günstiger Bedingungen für Nutzorganismen.
  7. Anwendung phytosanitärer Hygienemaßnahmen (z. B. regelmäßige Reinigung der für den Pflanzenanbau verwendeten Maschinen und Geräte) zur Verhinderung der Ausbreitung von Schadorganismen.
  8. Verwendung von Pflanzenschutzmitteln in einer Weise, die das Risiko einer Resistenzentwicklung bei den Schadorganismen verringert.

## Integrierter Apfelanbau
Für den integrierten Apfelanbau ist die Wahl eines geeigneten Standorts wichtig. Er sollte die Obstanlage vor Nordwinden und Frostaufbrüchen schützen. Aus diesem Grund werden Obstplantagen in der Regel auf erhöhten, von Norden her geschützten Standorten angelegt. In flachem Gelände können auch ein oder zwei Reihen schnellwüchsiger Bäume an der Grundstücksgrenze als Schutz gepflanzt werden. Erlen oder Linden sind für diese Aufgabe am besten geeignet.
Beim integrierten Anbau ist es wichtig, Gebüsch an der Grenze und rund um den Obstgarten zu belassen. Sie bieten Vögeln und Nützlingen ein Refugialgebiet, was sich auf das biologische Gleichgewicht auswirkt und es ermöglicht, den Einsatz von chemischen Pflanzenschutzmitteln zu reduzieren. Gleichzeitig muss darauf geachtet werden, dass in der Umgebung der Obstanlage keine wilden Apfelbäume oder andere Pflanzen wachsen, die die häufigsten Krankheitserreger beherbergen, die für die Apfelkultur gefährlich sind.
Eine angemessene Pflanzendüngung basiert auf einer visuellen Beurteilung der Pflanze und einer chemischen Analyse der Blätter und des Bodens. Auf diese Weise kann die Reaktion des Bodens (pH-Wert) oder der Gehalt an Makronährstoffen (Phosphor, Kalium und Magnesium) bestimmt werden. Neben natürlichen Düngemitteln, vor allem Mist, werden auch mineralische (künstliche) Düngemittel verwendet. Die Düngung macht die Apfelbäume widerstandsfähiger gegen Krankheiten.
Um den Unkrautbefall gering zu halten, werden verschiedene Methoden angewandt:
- Bodenbearbeitung,
- Mähen,
- Pflege von Deckfrüchten,
- Mulchen,
- Einsatz von Herbiziden,
- thermische Vernichtung von Unkraut mit einem Gasbrenner (wird relativ selten eingesetzt).

Im integrierten Apfelanbau haben nicht-chemische Methoden immer Vorrang, aber manchmal sind sie zu kostspielig oder unwirksam. In solchen Fällen ist der Einsatz von Herbiziden zur Unkrautbekämpfung zulässig.

### Krankheitsbekämpfung im integrierten Apfelanbau
Die Auswahl krankheitsresistenter Sorten ist auch im integrierten Apfelanbau wichtig. Die Sorte sollte unter Berücksichtigung der in dem Gebiet am häufigsten vorkommenden Krankheiten ausgewählt werden. Die richtige Pflege der Apfelbäume, einschließlich Schnitt und Formgebung, sorgt für eine bessere Durchlüftung der Kronen, was Infektionen vorbeugt, und erleichtert gleichzeitig das gezielte Besprühen der Bäume. Auf diese Weise lassen sich auch schwierige Baumkrankheiten mit weniger Chemikalien wirksam bekämpfen. Pflegemaßnahmen sollten auch nach der Ernte durchgeführt werden. Das Aufharken und Vernichten von Laub trägt dazu bei, die Zahl der Krankheitserreger zu verringern, die auf solchen Flächen überwintern.
Um die Obstanlage umfassend vor Krankheiten zu schützen, sind regelmäßige Inspektionen sehr wichtig. Diese ermöglichen es, das Risiko eines bestimmten Krankheitserregers einzuschätzen. Das Erkennen der ersten Krankheitssymptome erleichtert die Anwendung eines wirksamen Schutzprogramms für Apfelbäume. Am Ende der Blütezeit, im Juli und im August, werden alle Bäume in integrierten Kulturen gründlich inspiziert. Der Zustand der Apfelbäume sollte während der gesamten Vegetationsperiode alle 7–10 Tage kontrolliert werden.

### Schädlingsbekämpfung im integrierten Apfelanbau
Zur Schädlingsbekämpfung werden folgende Methoden eingesetzt:
- Bodenbearbeitung, um die Zahl der Bodenschädlinge (einschließlich Engerlingen) zu verringern,
- Einsatz von Viruspräparaten,
- Desinformation der männlichen Apfelwickler,
- Aufhängen von Fallen mit Pheromonen,
- Einführung von Raubmilbenarten (einschließlich Typhlodromus pyri),
- Aufstellen von Pfählen mit Querbalken für Raubvögel, um ihnen die Jagd auf Wühlmäuse zu erleichtern,
- Schutz von Fuchsbauen,
- Zangen-, Röhren- und Zapfenfallen für Ostschermäuse,
- Sorge für das ökologische Gleichgewicht und gute Bedingungen für Nützlinge.[5]

### Integrierte Beerenproduktion
Himbeerplantagen werden in flachen Gebieten mit leichter Hanglage angelegt. Staunässe, die zum Erfrieren der Pflanzen führt, sollte vermieden werden. Amerikanische Heidelbeeren und Johannisbeeren benötigen einen luftigen Boden und ausreichend Feuchtigkeit. Vor der Pflanzung sollte der Boden auf Agrophagen, insbesondere Engerlinge, Drahtwürmer und Dickmaulrüssler, untersucht werden. Wird die Gefährdungsschwelle überschritten, muss die Anpflanzung an anderer Stelle geplant werden. Wenn die Untersuchung im Voraus durchgeführt wurde, kann der Boden zwischen Mai und August mehrmals bearbeitet werden. Auf diese Weise werden die Schädlinge vernichtet, auf der Bodenoberfläche zurückgelassenen und von Vögeln gefressen.
Zur Unkrautbekämpfung können mechanische Methoden, d. h. eine systematische Bodenbearbeitung zwischen den Reihen, eingesetzt werden. Es werden auch Deckfrüchte gesät, um eine Grasnarbe zu bilden, die das Unkrautwachstum hemmt. Das Mulchen des Bodens mit natürlichen Materialien wie Stroh, Sägemehl, Rinde und Kompost hat eine ähnliche Wirkung. Wenn die oben genannten Methoden nicht wirksam oder zu kostspielig sind, ist auch der Einsatz von Chemikalien zulässig.

### Schutz der Beerenpflanzen vor Krankheiten im integrierten Anbau
Die Inspektion der Anpflanzungen dient dem wirksamen Schutz mit chemischen und biologischen Pflanzenschutzmitteln. Eine ständige Kontrolle ermöglicht eine schnelle Reaktion auf ein Problem. Gleichzeitig werden mehrere Pflanzenschutzmethoden eingesetzt, um das Krankheitsrisiko zu minimieren:
- Aufmerksamkeit für die Gesundheit der Setzlinge und Auswahl von Sorten, die gegen die häufigsten Krankheiten in der Umgebung resistent sind,
- eine angemessene Fruchtfolge und die Vermeidung des Anbaus in Gebieten, die Krankheiten oder Schädlinge beherbergen,
- die richtige Düngung der Beerenpflanzen und ihre Pflege,
- angemessene Bewässerung der Pflanzen, besonders wichtig bei Amerikanischen Heidelbeeren,
- Entfernung von Trieben mit Krankheitsanzeichen,
- Aufharken von Laub,
- Einsatz von Chemikalien in bestimmten Situationen und deren richtige Auswahl.[7]

### Schutz der integrierten Beerenplantagen vor Schädlingen
Für den Schutz der Beerenpflanzen vor Schädlingen reicht es aus, für gute Lebensbedingungen für nützliche Gliederfüßer zu sorgen. Sie schützen die Pflanzung vor den meisten Schädlingen. Im Anbau von Amerikanischen Heidelbeeren ist eine korrekte Fruchtfolge wichtig, um Gebiete zu vermeiden, in denen Schädlinge leben. Durch das Einsammeln und Vernichten der durch den Rebenstecher befallenen Blätter können die Eier und Larven dieses Schädlings beseitigt werden.
In einigen Fällen können sich nicht-chemische Methoden als unwirksam oder zu kostspielig erweisen. In solchen Fällen ist der Einsatz von Chemikalien akzeptabel.

## Geschichte
Die Ursprünge des integrierten Pflanzenschutzes lassen sich bis in die 1960er Jahre zurückverfolgen, auch wenn sich der Begriff erst rund 20 Jahre später, Anfang der 1980er Jahre, durchsetzte. Als Ausgangspunkt wird häufig die Veröffentlichung des Buches „Silent Spring“ (Stummer Frühling) von Rachel Carson im Jahr 1962 genannt, in dem erstmals die durch den weit verbreiteten Einsatz von Pestiziden verursachten Schäden thematisiert wurden. Carson und andere schlagen vor, nicht-chemische Schutzmethoden einzuführen, um die menschliche Gesundheit und die Umwelt zu schützen. In den darauffolgenden Jahren veranlasste der öffentliche Druck die Regierungen vieler Länder, die Zulassung für den Einsatz häufig verwendeter Pestizide wie DDT zurückzuziehen. Die Grundsätze der integrierten Produktion wurden in vielen Ländern und Organisationen entwickelt. Die Gesetzgebung wurde angepasst, und es wurden Aufsichtsinstitutionen eingerichtet. Im Jahr 1968 nahm die FAO ihre Arbeit auf und schuf in den folgenden Jahren weltweit einen Rahmen für die integrierte Produktion.
Die erste Richtlinie der Europäischen Union, die sich mit der integrierten Obstproduktion befasst und deren rechtliche Aspekte regelt, wurde 1991 erlassen.
Darüber hinaus haben die EU-Mitgliedstaaten seit vielen Jahren eigene Programme zur Verringerung der maximalen Pestiziddosen aufgelegt. Nicht-selektive Pestizide und solche mit einer hohen Toxizitätsklasse werden schrittweise aus dem Verkehr gezogen.

### Integrierte Produktion in Polen
In Polen geht die integrierte Produktion, die auf den Grundsätzen des integrierten Pflanzenschutzes beruht, ebenso wie in der EU auf die frühen 1990er Jahre zurück. Die wesentlichen Grundlagen wurden 1991 am Institut für Obstbau und Blumenzucht in Skierniewice entwickelt und betrafen die integrierte Obstproduktion, und die ersten Obstanlagen, in denen die Methoden eingeführt wurden, entstanden 1992. In den ersten Jahren bezog sich die IP nur auf den Apfelanbau, aber in den folgenden Jahren wurden die Vorschriften nach und nach auf weitere Arten und mehr Gruppen von Nutzpflanzen ausgedehnt.
Die rechtlichen Bestimmungen zur integrierten Produktion sind im Gesetz über den Schutz von Pflanzen gegen Agrophagen vom 13. Februar 2020 (GBl. 2021, Pos. 256) und in der Verordnung des Ministers für Landwirtschaft und ländliche Entwicklung vom 24. Juni 2013 über die Dokumentation von Tätigkeiten im Zusammenhang mit der integrierten Pflanzenproduktion (GBl. 2013, Pos. 788). Die Einheit, die das gesamte System der integrierten Produktion in Polen koordiniert und die Korrektheit des Anbaus und die Ausstellung von Zertifikaten kontrolliert, ist die Staatliche Pflanzenschutz- und Saatgutinspektion.
Ein Erzeuger, der in Polen ein IP-Zertifikat erhalten möchte, muss die folgenden Anforderungen erfüllen:
- einen 16-stündigen IP-Schulungskurs absolvieren,
- bei der nächstgelegenen Dienststelle der Staatlichen Pflanzenschutz- und Saatgutinspektion seine Bereitschaft erklären, Pflanzen nach den IP-Grundsätzen anzubauen,
- nach der spezifischen Methodik (für eine bestimmte Art) produzieren, die auf den Websites von PIORIN und des Ministeriums für Landwirtschaft und ländliche Entwicklung veröffentlicht ist,
- ein aktuelles Buch über die integrierte Produktion zu führen,
- positive Kontrollen zu bestehen: des Buchs, des Betriebs während der Vegetationsperiode und der Qualität der Ernte,
- vor oder während der Ernte ein IP-Zertifikat zu beantragen.

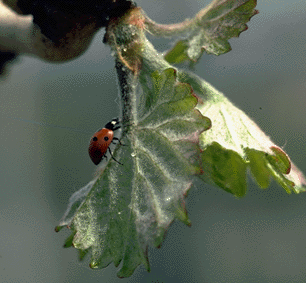
Der Marienkäfer, ein Säuberungsräuber, ernährt sich von Blattläusen, Schildläusen Thripse und Eilarven von Insekten. Auch das Mycel des Echten Mehltaupilzes wird als Nahrung aufgenommen. Eine ausreichende Reduzierung des Pilzes schafft der Marienkäfer nicht.